# Tategu
Tategu (建具?) es  un vocablo japonés que se refiere al conjunto de mobiliarios consistentes en las diversas puertas corredizas y ventanas en una casa japonesa. Técnicamente, se refiere a cualquiera abertura que tenga una edificación y también de cualquiera puerta divisionaria en la edificación; estos artefactos se instalan en las paredes (tanto internas como externas). El principal uso de estos mobiliarios en una casa japonesa son el ingreso y la salida de personas a la edificación o a las habitaciones, la ventilación, la iluminación, el control del ruido, la seguridad, etc. 

## Mobiliarios principales
- Puerta japonesa (戸 To?), shiorido (枝折り戸?   portón de jardín hecho de ramas y leña menuda);
- Tobira (扉?   portezuela);
- Hechos de madera: Itada (板戸?   Puerta de madera), kōshido (格子戸?   Puerta de rejas), shōji (障子?   Puerta corrediza de papel), toshōji (戸障子?   literalmente, “puerta-shōji”. Puerta corrediza con paneles de papel), fusuma (襖?  Biombo corredizo), amado (雨戸?   Puerta exterior corrediza), ranma (欄間?  Dintel japonés);
- Hechos de metal: Amido (網戸?   Puerta o ventana con tela metálica).